# Natalija Jakuszenko
Natalija Wasyliwna Jakuszenko (ukr. Наталія Василівна Якушенко; ur. 2 marca 1972 w Kijowie) – ukraińska saneczkarka reprezentująca również barwy ZSRR oraz WNP, medalistka mistrzostw świata.
W reprezentacji znajduje się od 1987 roku. Na igrzyskach olimpijskich startowała czterokrotnie, jej najlepszym miejscem była ósma pozycja. Na mistrzostwach świata pierwszy medal, brązowy, zdobyła w 1990, w drużynie mieszanej (jako reprezentantka ZSRR). Na kolejny medal czekała aż 19 lat, do mistrzostw w 2009, kiedy to zajęła trzecie miejsce w jedynkach. W Pucharze Świata jej najlepszymi rezultatami były piąte miejsca w klasyfikacji generalnej. Na swoim koncie ma 6 miejsc na podium.

## Osiągnięcia

### Igrzyska olimpijskie
| Rok  | Miejsce     | Jedynki |
| ---- | ----------- | ------- |
| 1992 | Albertville | 8.      |
| 1994 | Lillehammer | 8.      |
| 1998 | Nagano      | 11.     |
| 2006 | Turyn       | DNF     |
| 2010 | Vancouver   | 12.     |

### Puchar Świata

#### Miejsca w klasyfikacji generalnej
| Sezon     | Miejsce |
| --------- | ------- |
| 2003/2004 | =15.    |
| 2004/2005 | 6.      |
| 2005/2006 | 7.      |
| 2006/2007 | 5.      |
| 2007/2008 | 6.      |
| 2008/2009 | 5.      |
| 2009/2010 | 10.     |

#### Miejsca na podium chronologicznie
| Nr | Dzień        | Rok  | Miejscowość | 1. Zjazd | Wynik 1. | 2. Zjazd | Wynik 2. | Łączny czas  | Lokata | Strata   | Zwycięzca               | Przypisy |
| -- | ------------ | ---- | ----------- | -------- | -------- | -------- | -------- | ------------ | ------ | -------- | ----------------------- | -------- |
| 1. | 20 listopada | 2004 | Sigulda     | 43.702 s | 3.       | 43.770 s | 4.       | 1:27.472 min | 3.     | +0.224 s | Sylke Kraushaar         | -        |
| 2. | 15 stycznia  | 2006 | Innsbruck   | 40.221 s | 3.       | 40.362 s | 4.       | 1:20.583 min | 2.     | +0.188 s | Sylke Kraushaar         | -        |
| 3. | 28 stycznia  | 2006 | Oberhof     | 41.543 s | 4.       | 41.393 s | 3.       | 1:22.936 min | 3.     | +0.417 s | Sylke Otto              | -        |
| 4. | 10 lutego    | 2007 | Winterberg  | 57.405 s | 3.       | 57.382 s | 3.       | 1:29.355 min | 3.     | +0.154 s | Tatjana Hüfner          | -        |
| 5. | 17 lutego    | 2007 | Sigulda     | 43.526 s | 2.       | 43.345 s | 1.       | 1:29.644 min | 2.     | +0.064 s | Sylke Kraushaar-Pielach | -        |
| 6. | 6 grudnia    | 2008 | Sigulda     | 43.385 s | 5.       | 43.087 s | 1.       | 1:26.472 min | 2.     | +0.020 s | Tatjana Hüfner          | -        |